# Ballynahinch, Down
Ballynahinch (iriska: An Bhaile Meanach) är ett samhälle i Down i Nordirland. Staden grundades som en kustplats men har senare utvecklats till en marknadsstad för lantbrukare i området.
Ballynahinch grundlades under 1600-talet av Sir George Rawdon. Han och hans familj ägde det mesta fram till det iriska upproret 1798. Slaget vid Ballynahinch innebar slutet för United Irishmen, några som stod bakom upproret.
I januari 1997 blev tre soldater på permission dödade av en IRA-bomb. En av dem kollade rutinmässigt under bilen och kom åt en mekanism som utlöste bomben. Eftersom bomben var konstruerad för att döda personer inuti bilen gick sprängkraften uppåt och inte åt sidorna.
Huvudvägen A24 mellan Newcastle och Belfast löper igenom Ballynahinch. En långvarig kampanj har drivits för att få vägsträckningen flyttad utanför staden, men i april 2006 har fortfarande inget hänt.